# MoneyLead
MoneyLead（1998年9月14日—）是乌克兰职业游戏玩家，因其在Steam平台上的游戏而闻名。 众所周知，他是世界上最出色的两名蒸汽球员之一。 《福布斯》也发表了这篇报道。
他因在《Dota 2》和《反恐精英：全球攻势》（CS2）等游戏中的经验而闻名。 其视频游戏历史包括 20,000 多款游戏，其虚拟图书馆估计价值超过 400,000 美元。
MoneyLead已达到Steam最高等级之一，目前为4720级。 他的个人主页上有超过11,000个字符， 其中近1,900个使他成为Steam上获得奖励最多的用户之一。 根据SteamLadder.com的数据，这些成就使其总经验值（XP）超过1.11亿。